# Mastixis aonia
Mastixis aonia är en fjärilsart som beskrevs av Druce 1891. Mastixis aonia ingår i släktet Mastixis och familjen nattflyn. Inga underarter finns listade i Catalogue of Life.